# وخدو
| G43 | Aa1 · D46 | G43 | Aa2 · Z2 |

| G43 | Aa1 · D46 | G43 | Aa2 · Z2 |

وخدو هو مصطلح يشير إلى نوع معين من عوامل التحلل والمرض في الطب المصري القديم.
وفقًا لـ ستيوي، فإن المصريين القدماء اعتبروا أن أصل هذا العامل يعود إلى البراز داخل الأمعاء. ومن هنا، كان يُعتقد أن "وخدو" يتم امتصاصه في الأوعية الدموية (mtw) متو من الأمعاء السفلى (pḥwj،پحوي بمعنى "الخلف")، ومن هناك ينتشر إلى أجزاء أخرى من الجسم، مما يسبب الخراجات وأعراض المرض الأخرى في أجساد الأحياء؛ وكان مرتبطًا بشكل خاص بوجود القيح في الدم. بينما في أجساد الموتى، يظهر "وخدو" كتعفن.
تشابه هذا المفهوم للمرض والتحلل مع مفهوم perittōma اليوناني القديم يشير إلى أن هذا العنصر من الطب اليوناني القديم قد يكون له جذور في مصر.
عند البحث عن ترجمة ملائمة ومختصرة لـ "وخدو" إلى الإنجليزية، يفحص Steuer وBertrand de Cusance Morant Saunders عدة احتمالات: residues، وهي ترجمة استخدمها Jones لـ perittōma، لا تعكس الطبيعة المرضية لـ "وخدو"؛ miasma، التي اقترحها Jonckheere، توحي بشكل مضلل بالانتقال عبر الهواء ومن أصل خارجي؛ putrefaction أو corruption، اقتراحهما الخاص، ليس مرضيًا تمامًا لهما، حيث أن "وخدو" يتجاوز مجرد العملية البيولوجية للتحلل.
يتم التوثيق لمصطلح "وخدو" في بردية إيبرس، بردية هيرست، وبردية برلين 3038، بين مصادر أخرى.